# اسبچه هوکایدو
اسبچه هوکایدو یا دوسانکو (道産子، Dosanko) یکی از هشت تبار بومی از اسب در ژاپن است و تنها تبار در میان این هشت تبار در ژاپن است که به شدت در معرض خطر نیست.
خاستگاه اسبچه هوکایدو در جزیره هوکایدو، در شمال دور کشور است، و به ویژه در امتداد ساحل اقیانوس آرام (در شرق) جزیره یافت می‌شود. مردم هوکایدو گاه از نام مستعار «دوسانکو» که به نام این اسب اشاره دارد استفاده می‌کنند.

## پیشینه
تصور می‌شود که دوسانکو از اسب‌هایی که از منطقه توهوکو در شمال شرقی هونشو در اواخر دوره توکوگاوا (۱۸۶۸–۱۶۰۳) به جزیره آورده شده و در آنجا رها شده‌اند، نشأت می‌گیرد. تعداد کل این نژاد از ۱۱۸۰ رأس در سال ۱۹۷۳ به تقریباً ۳۰۰۰ رأس در اوایل دهه ۱۹۹۰ رسید، اما در سال ۲۰۰۰ به ۱۹۵۰ اسب کاهش یافت.